# Kosarze Polski
Kosarze Polski – ogół taksonów pajęczaków z rzędu kosarzy (Opiliones), których występowanie stwierdzono na terenie Polski.
Według wykazu gatunków opracowanego przez Wojciecha Staręgę z 2000 roku w Polsce stwierdzono co najmniej 36 gatunków kosarzy z 6 rodzin i 3 podrzędów. Ponadto na początku XXI wieku wykazano obecność m.in. Odiellus spinosus, a w 2016 roku stwierdzono obecność Dicranopalpus ramosus w Polsce. Robert Rozwałka w pracy z 2017 roku podaje występowanie co najmniej 42 gatunków kosarzy na terenie Polski.

## Podrząd:Cyphophthalmi(inne języki)

### Sironidae
W Polsce stwierdzono tylko 1 gatunek:
- Siro carpathicus

## Podrząd:Dyspnoi(inne języki)

### Ischyropsalididae
W Polsce stwierdzono 2 gatunki: 

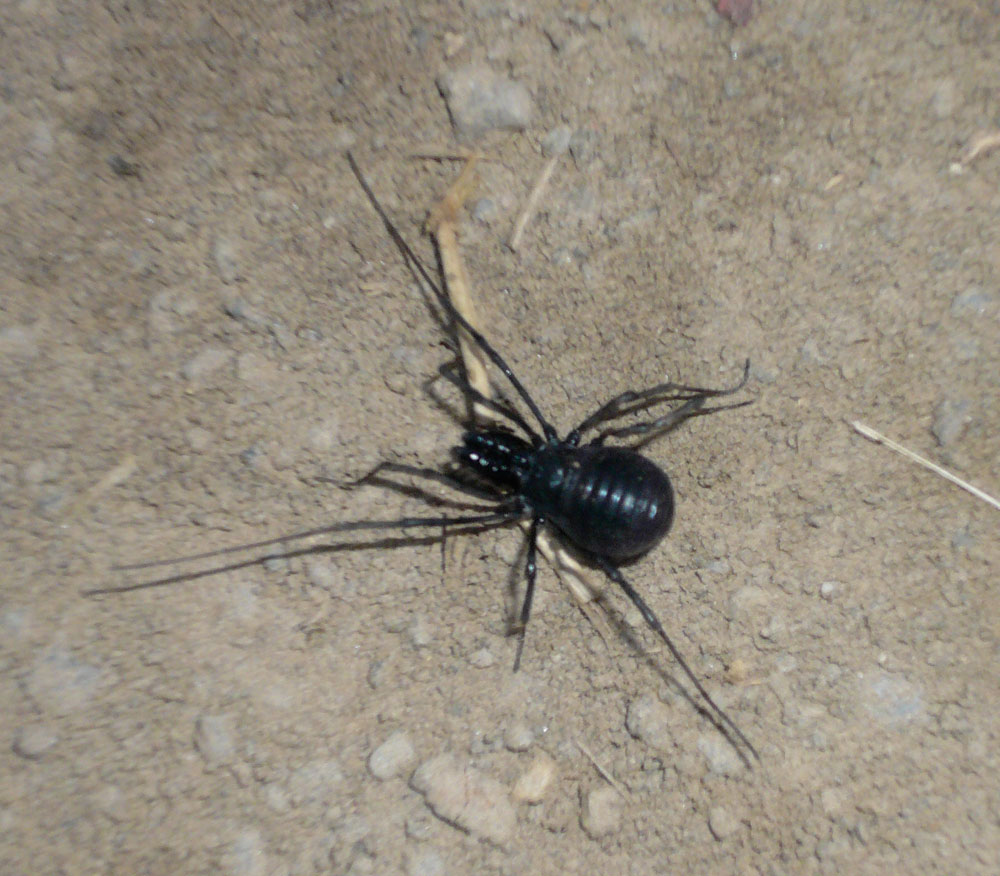
Ischyropsalis hellwigii

- Ischyropsalis hellwigii hellwigii(inne języki)[3]
- Ischyropsalis manicata(inne języki) (syn. Ischyropsalis dacica, w jaskiniach Tatr[4])

### Nemastomatidae
W Polsce stwierdzono 6 gatunków:
- Mitostoma chrysomelas(inne języki)
- Nemastoma dentigerum(inne języki)
- Nemastoma lugubre(inne języki)
- Nemastoma triste(inne języki)
- Paranemastoma kochi(inne języki)

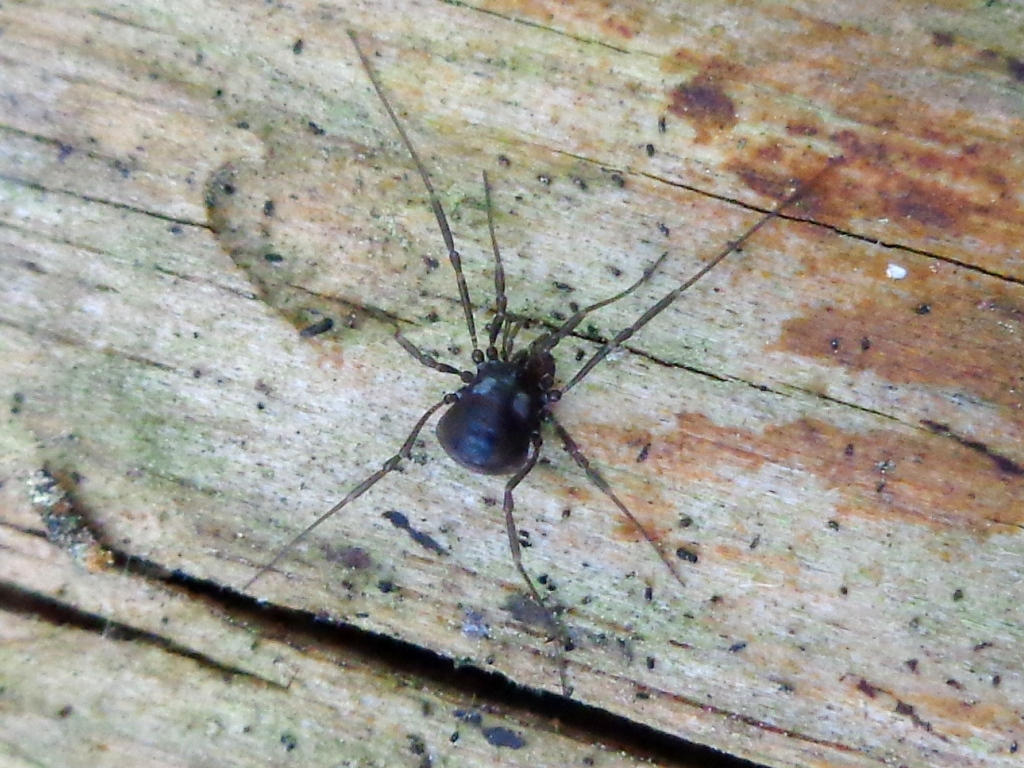
Nemastoma lugubre

- Paranemastoma quadripunctatum(inne języki)

### Trogulidae

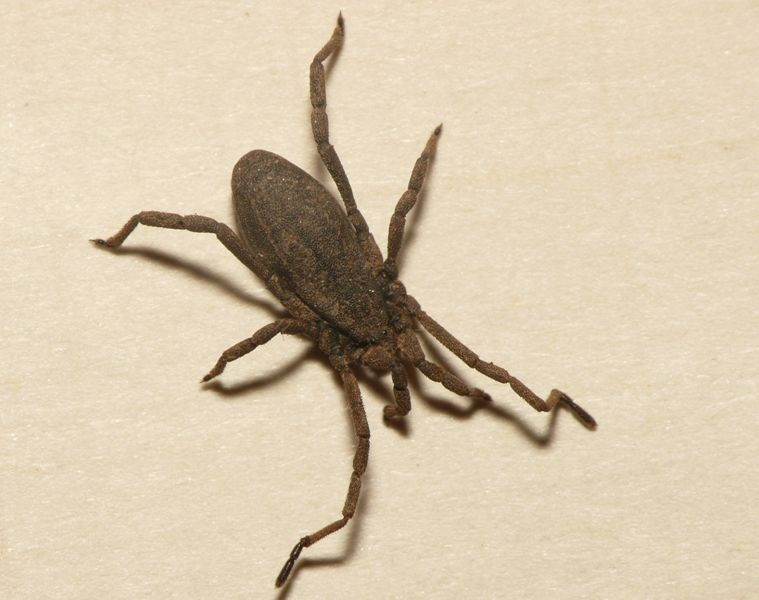
Trogulus tricarinatus

W Polsce stwierdzono 4 gatunki:
- Trogulus closanicus(inne języki)
- Trogulus nepaeformis(inne języki)
- Trogulus tingiformis(inne języki)
- Trogulus tricarinatus(inne języki)

## Podrząd:Eupnoi(inne języki)

### Phalangiidae
W Polsce stwierdzono 19 gatunków:
- Dicranopalpus ramosus(inne języki)
- Egaenus convexus(inne języki)
- Lacinius dentiger(inne języki)
- Lacinius ephippiatus(inne języki)
- Lacinius horridus(inne języki)
- Lophopilio palpinalis(inne języki)
- Mitopus morio(inne języki)
- Odiellus spinosus(inne języki)
- Oligolophus hanseni(inne języki)
- Oligolophus tridens(inne języki)
- Opilio canestrinii
- Opilio dinaricus(inne języki)

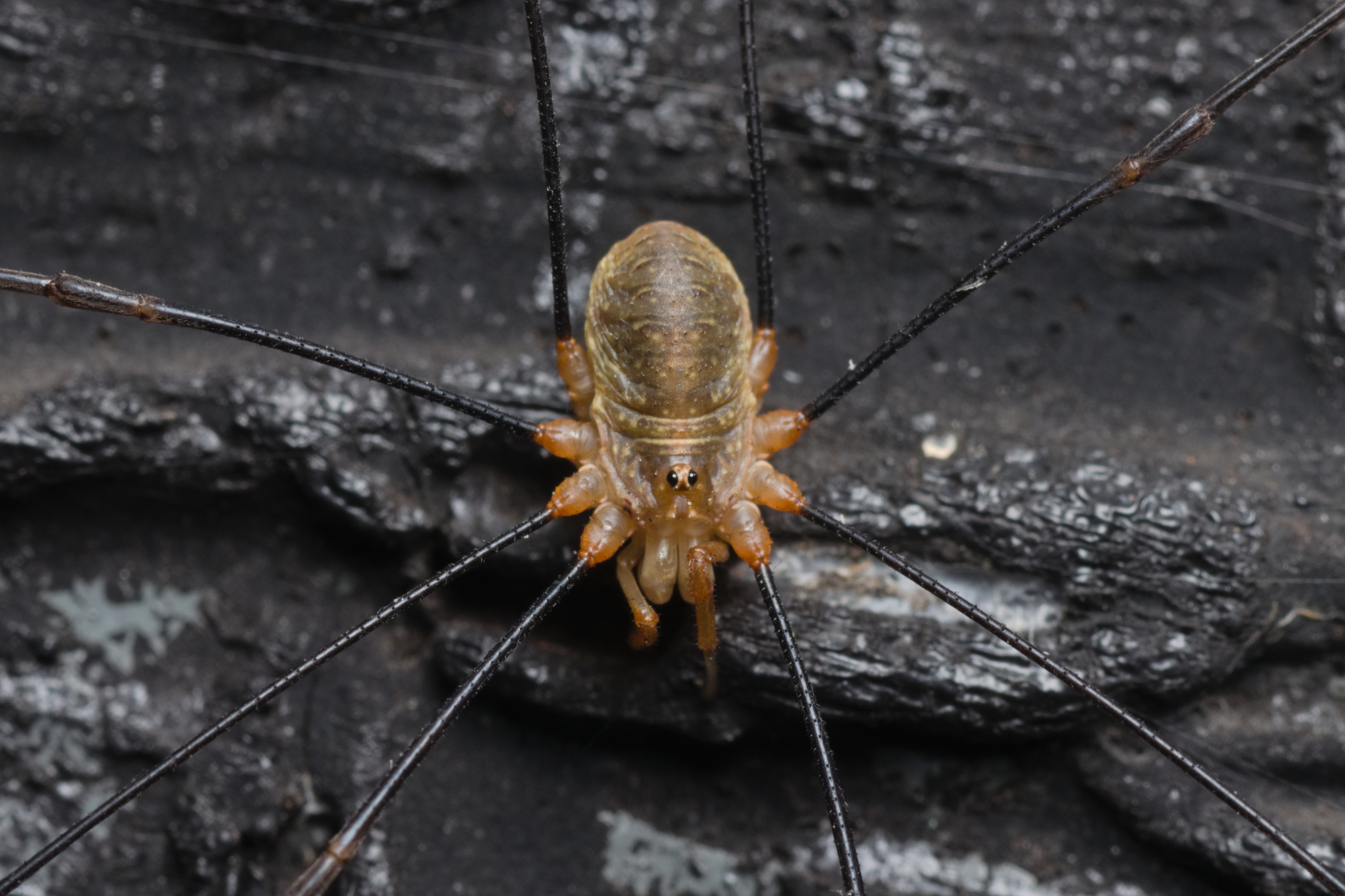
Opilio canestrinii

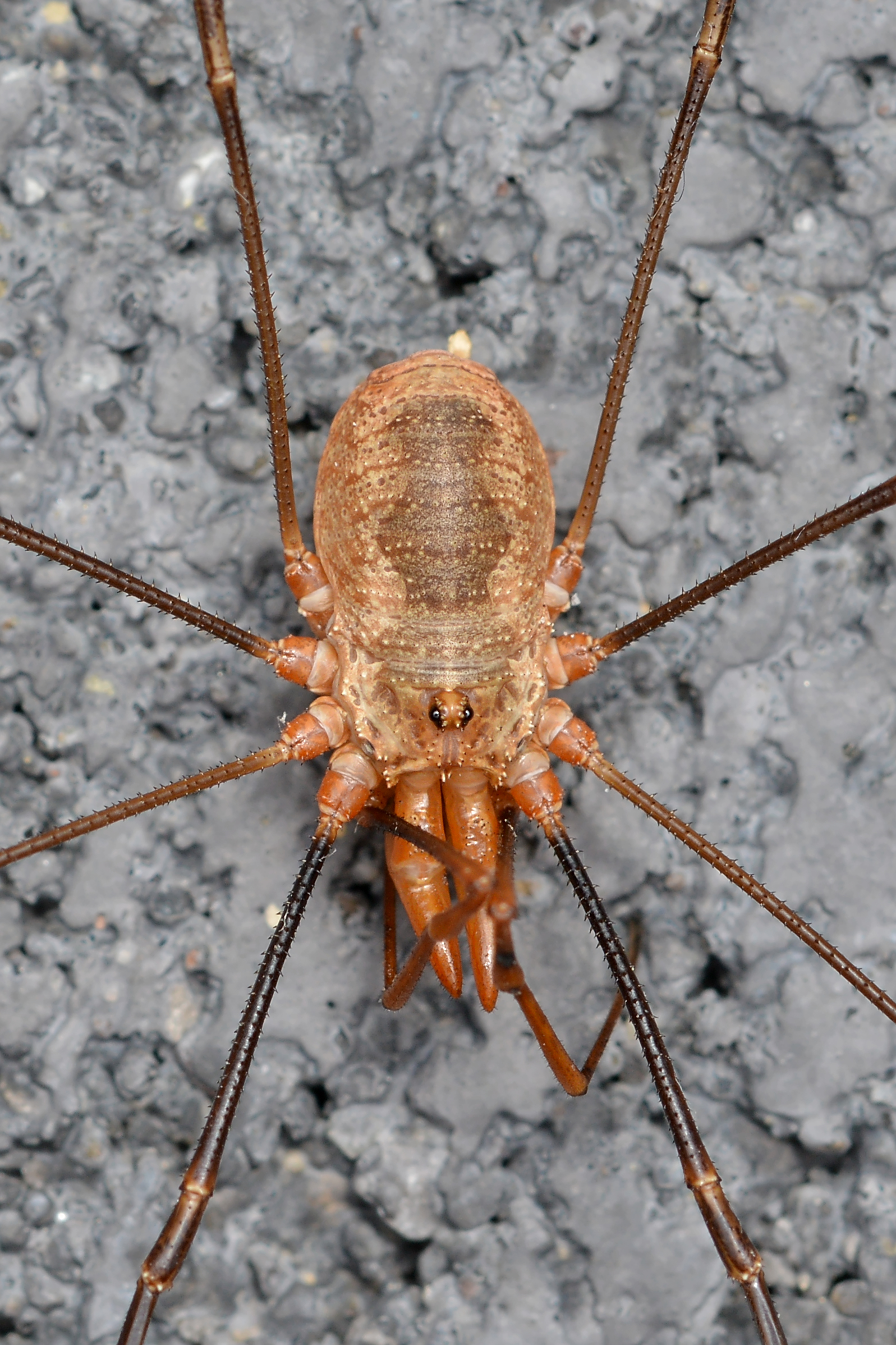
Phalangium opilio

- Opilio parietinus – kosarz ścienny
- Opilio saxatilis(inne języki)
- Paroligolophus agrestis(inne języki)
- Phalangium opilio – kosarz pospolity
- Platybunus bucephalus(inne języki)
- Platybunus pallidus(inne języki)
- Rilaena triangularis(inne języki)

### Sclerosomatidae
W Polsce stwierdzono 10 gatunków:
- Astrobunus laevipes(inne języki)
- Gyas cf. titanus (zob. Gyas titanus(inne języki))
- Leiobunum blackwalli(inne języki)

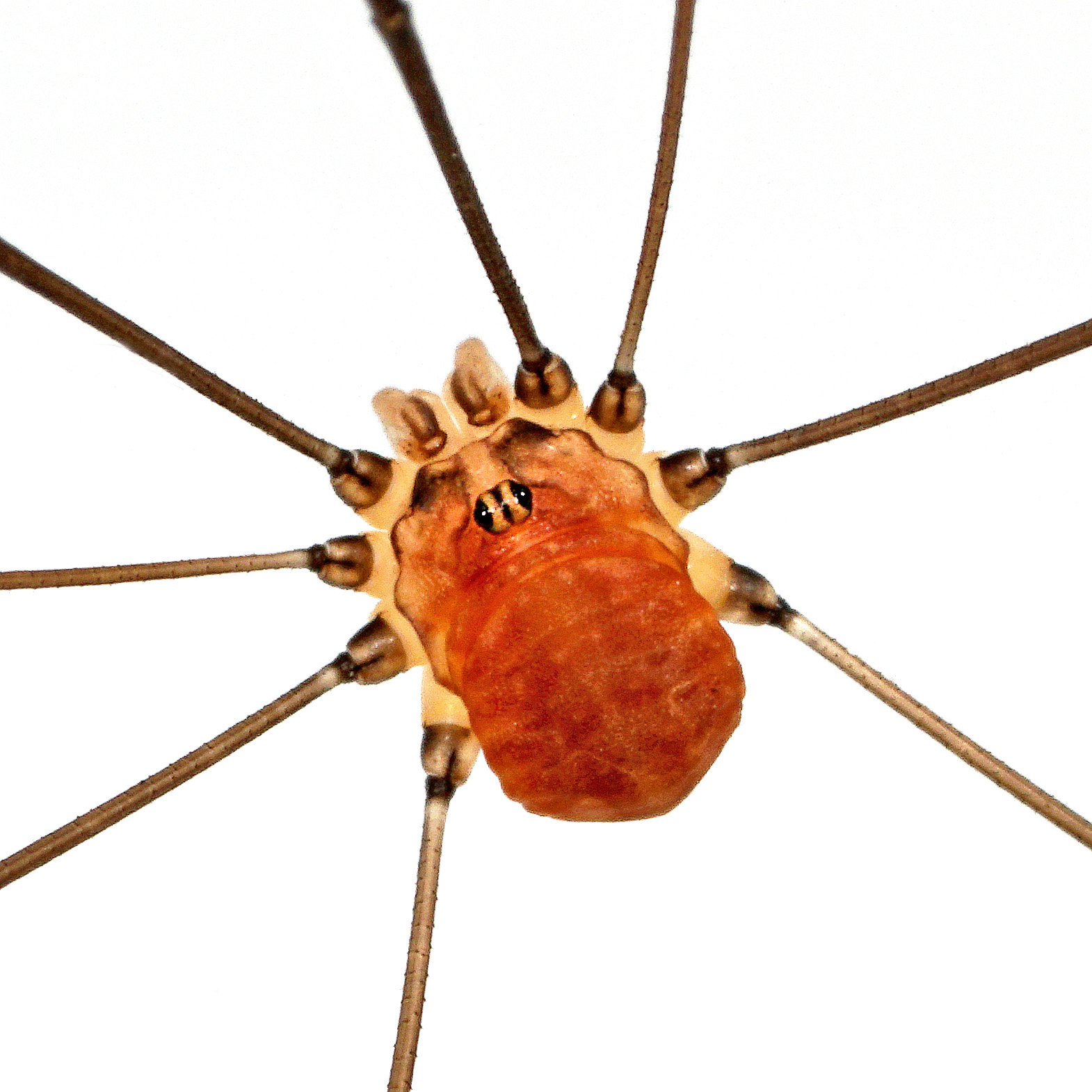
Leiobunum blackwalli

- Leiobunum gracile(inne języki) (syn. Leiobunum tisciae)
- Leiobunum limbatum – łabuń długonogi
- Leiobunum rotundum
- Leiobunum sp. A
- Nelima gothica(inne języki)
- Nelima semproni(inne języki)
- Nelima silvatica(inne języki)
- + ewentualnie Leiobunum rupestre(inne języki) (być może występuje w Sudetach[5])